# Arturo Vidarte Morales
Arturo Vidarte Morales (Lima, 20 de maig de 1967) és un jugador d'escacs català que té el títol de Mestre Internacional. Ha format part durant molts anys de la Unió Escacs Montcada, tant com a jugador com directiu i organitzador de l'Obert Internacional Ciutat de Montcada.
A la llista d'Elo de la FIDE del març de 2022, hi tenia un Elo de 2307 punts, cosa que en feia el jugador número 15 (en actiu) del Perú. El seu màxim Elo va ser de 2455 punts, a la llista del juliol de 1998.

## Resultats destacats en competició
El 1996 es va proclamar campió de Catalunya. El juliol de 2007 fou subcampió de l'Obert de Torredembarra amb 7 punts de 9, els mateixos punts que Filemón Cruz Lima però amb pitjor desempat. També guanyà el Torneig Clàssic Internacional de Sant Martí l'any 2012 i aconseguí tres subcampionats a l'Obert Internacional Actiu de Vallfogona de Balaguer en els anys 1995, 1999 i 2013.